# Ute Petry

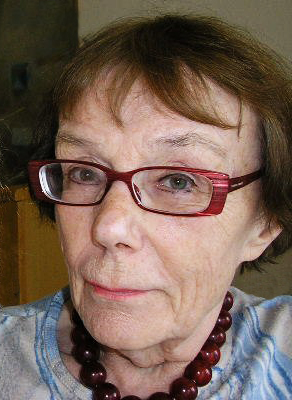
Ute Petry 2005

Ute Petry (geboren am 17. Februar 1927 in Ludwigshafen am Rhein; gestorben am 18. Oktober 2009 ebenda) war eine deutsche Malerin.
Ihr Nachlass befindet sich bei der gemeinnützigen Stiftung Künstlernachlässe Mannheim.

## Leben

### Jugend und Ausbildung
Petry wuchs in Ludwigshafen am Rhein auf. Von 1948 bis 1955 studierte sie Malerei an der Freien Akademie im Mannheimer Schloss (heute Fakultät für Gestaltung an der Technischen Hochschule Mannheim) bei Paul Berger-Bergner und Carl Trummer. Petry lernte dort erstmals Werke französischer Maler wie  Pablo Picasso, Georges Braque, Paul Cézanne oder Henri Matisse kennen. Wie viele Kunstschaffende der Zeit war sie in den 1950er Jahren mehrfach an der Internationalen Sommerakademie für Bildende Kunst Salzburg bei Oskar Kokoschka, der ihre Arbeiten als „zu französisch“ bezeichnete. Sie war aufmüpfig, sie rauchte und trug kurze Haare.

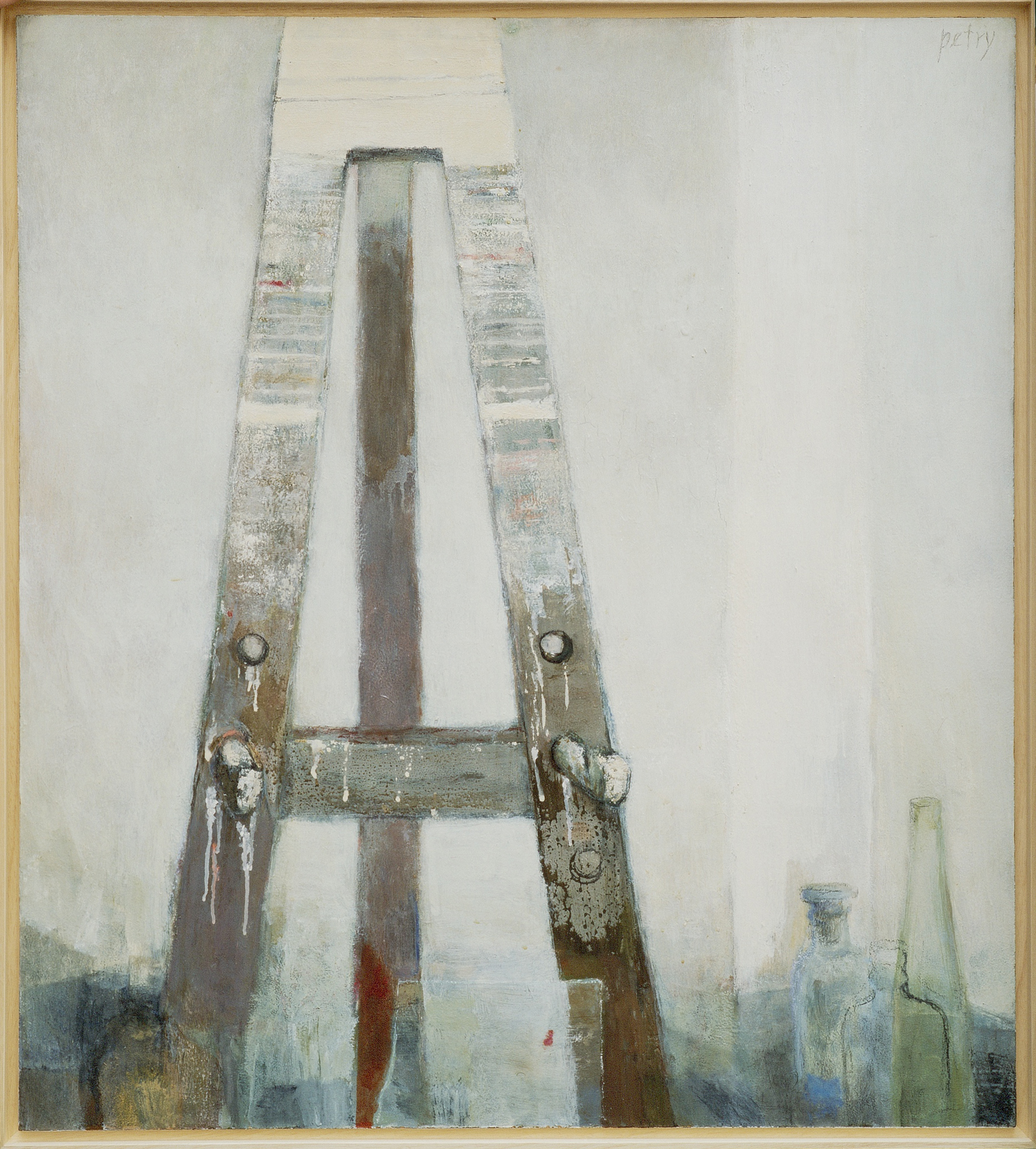
Staffelei

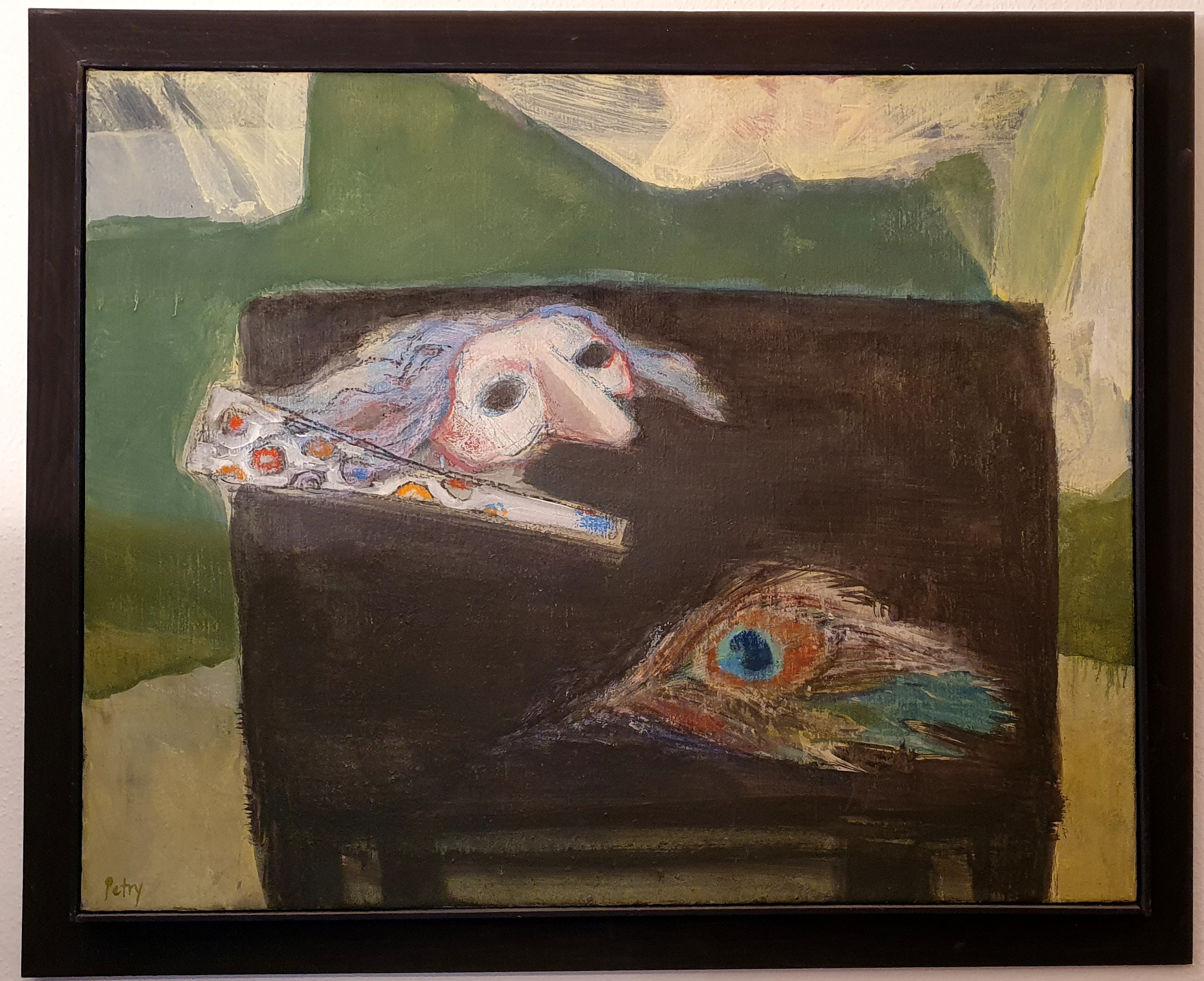
Nach Karneval

### Freischaffende Malerin
Nach dem Studium war sie seit 1956 als freischaffende Malerin tätig und hatte ein Atelier in Mannheim.
Sujets, die sie darstellte, waren ihr nur Mittel zum Zweck, sich in Farben auszudrücken. Sie malte Landschaften in grellen Farben, gerne auch Porträts. Später malte sie überwiegend Gegenstände ihrer Umgebung: Tisch, Stuhl, Schale, Krug, Halsketten oder Handschuhe.
Verwendete sie in den 1950er Jahren meist dunkle Farben, wurden die mit den Jahren immer heller, brauchten keine Kontur mehr, entwickelten die Form aus sich heraus. Sie malte vor allem mit Öl, verwendete aber auch Kreiden und Kaseinfarben. In den Jahren nach Berger-Bergners Tod 1978 befreite sie sich von seinem Einfluss. Immer häufiger stand der Tisch im Mittelpunkt: der Tisch im Raum oder der Tisch, auf dem Gegenstände liegen. Der Tisch diente als Bühne, auf dem Malerei stattfand. Petry ignorierte die Zentralperspektive und malte die Gegenstände oft von oben. Dreidimensionales ging in Fläche über. Gegenständliche Sujets wurden in die Abstraktion transponiert. Die Malerei war häufig als Motiv anwesend: Staffelei, Pinsel oder Farbtuben bekamen ein Eigenleben. Petry spielte mit Helldunkel-Effekten und setzte etwa Farbakzente im Türkis einer ausgepressten Farbe, im Gelb eines Pinsels, im Rot einer Tube oder im Graublauweiß einer Feder.
Bernhard Holeczek (1941–1994, ehemaliger Direktor des Wilhelm-Hack-Museums, Ludwigshafen) schrieb über sie: „Eine Malerei der Leichtigkeit, die sich nicht aufschwingt in vermeintlich höhere Sphären, sondern aus alltäglichen Ausschnitten ohne Sensationen heraus gestaltet, eine Welt formt, die nichts weiter sein will als das, wofür sie angetreten (ist): Malerei.“
Zeitgenössische Malerinnen beziehen sich in eigenen Werken explizit auf Petrys Gemälde. Petry stellte unter anderem mit Dietmar Brixy und Edgar Schmandt aus.

### Mitgliedschaften und Auszeichnungen
Petry war Mitglied der Künstlergemeinschaft Der Anker in Ludwigshafen. Zudem bestand eine Mitgliedschaft beim Berufsverband Bildender Künstlerinnen und Künstler (BBK) Mannheim-Heidelberg, bei der GEDOK Mannheim-Ludwigshafen und dem Künstlerbund Rhein-Neckar.
1965 wurde sie von ihrer Heimatstadt mit dem Förderpreis der Stadt Ludwigshafen geehrt. 1978 bekam sie die Bronzemedaille des Polski Komitet der UNESCO (Polnische UNESCO-Kommission) für Bildende Künste.

## Ausstellungen

### Einzelausstellungen
- 1955: Ölgemälde und Grafiken im Institut für Erziehung und Unterricht Mannheim[9]
- 1957: Aquarellausstellung der GEDOK im Institut für Erziehung und Unterricht Mannheim im Gebäude der Bayerischen Hypotheken- und Wechselbank in E2[10]
- 1981: Ausstellung des Kunstvereins Ludwigshafen am Rhein
- 2004: Einzelausstellung in der Galerie Kulturraum, Speyer[6]

### Gruppenausstellungen
- 1956: Gruppenausstellung des Vereins Düsseldorfer Malerinnen[11]
- 1959: GEDOK Studio im Hofgebäude des Reiß-Museums, Mannheim[12]
- 1961: Stadtmuseum Ludwigshafen
- 1970, 1988, 1996: Gruppenausstellungen des Kunstvereins Ludwigshafen am Rhein[13][14]
- 1976: Galerie Hassbecker, Eberbach
- 1976: Stadtmuseum Homburg/Saar
- 1983: Galerie Dodel, Rhodt unter Rietburg, Rheinland-Pfalz
- 1984: Kuratorium der Willibald-Kramm-Preis-Stiftung, Heidelberg
- 1985: Bürgerhaus Waldmohr, Pfalz
- 1986: Rathaus Schifferstadt
- 2009: Galerie Kulturraum, Speyer[15]
- 2011: „... und Eva malt“ in der Epiphaniaskirche, Feudenheim[16][17]
- 2019: Art Made In Mannheim, 4. Charity-Auktion der Künstlernachlässe Mannheim im Planetarium Mannheim[6]
- 2021: PingPong. 15 Dialoge. Freie Kunstakademie Mannheim.[18]
- 2023 Bilder, PORT25 Raum für Gegenwartskunst, Mannheim

## Werke
Liste der Werke von Ute Petry:
- 1950: Frühlingsspaziergang
- 1950: ohne Titel (Nelkenvase)
- 1950: Kleiner Akt
- 1953: ohne Titel (Kanne, Flasche, Tisch, Pulli über Stuhl)
- 1953: Selbstbildnis
- 1953: Mutter mit Kindern
- 1953: Landschaft mit Brücke und Weggabelung
- 1954: ohne Titel (Landschaft mit Hügel und Himmel)
- 1954: Peter
- 1954: Salzburg Vogelperspektive
- 1954: Pfingstrose
- 1954: Porträt (Frau mit rot-gestreifter Bluse)[20][21]
- 1954: Porträt (Frau mit gelber Bluse)[20][21]
- ca. 1955: Stillleben mit Weinflasche und Kartenspiel[20][21]
- 1955: Porträt Ella
- 1955: Selbstporträt
- 1955: Mutter mit Kind
- 1956: Harlekin mit Kind
- 1956: Frau mit Spiegel
- 1956: Dächer Salzburg
- 1957: Stilleben
- 1957: Platanen
- 1957: ohne Titel (Hof in Berglandschaft)
- 1957: Schneelandschaft Mannheim
- 1957: Möwen
- 1957: Harlekin mit Maske
- 1957: ohne Titel (zwei Akte, Sommerkurse bei Kokoschka)
- 1957: ohne Titel (Akt)[20][21]
- 1957: Stillleben mit Rotkohl, Lauch, Äpfeln und Flasche[22][23]
- 1958: Landschaft bei Salzburg Dorf
- 1958: Landschaft bei Salzburg[8]
- 1958: ohne Titel (Tisch mit Fisch auf Teller und zwei Zitronen)
- 1958: Kirmes
- 1958: Felder in der Pfalz
- 1958: Porträt einer jungen Frau[24]
- 1959: Landschaft mit Baumreihe und Geld
- 1959: Hinterhoffrühling
- 1959: Fächer
- 1959: ohne Titel (Junger Mann)
- 1959: Frau mit Spiegel
- 1960: Sitzender Akt
- 1960: Mädchenakt grau
- 1960: ohne Titel (Alter Mann)
- 1960: Medizinflaschen
- 1960: Tisch - 2 Flaschen
- 1960: Teekanne und Tasse
- 1961: Porträt C
- 1961: Bauernmädchen
- 1961: Der blaue Brief
- 1962: Munke
- 1962: Tee chinoise
- 1962: Schwarzer Krug
- 1963: Hinterhof
- 1963: Frau in Rot
- 1963: Peter
- 1963: Porträt B. P.
- 1963: Porträt B. P.
- 1964: Flaschen auf Weiß
- 1964: Nature morte
- 1964: Stillleben mit Moccamühle
- 1965: Mädchen auf Hellgrün
- 1966: Mädchen
- 1966: Gabriele (Somnambule)
- 1966: Stillleben mit Blumentopf[22]
- 1967: Frau mit Blume
- 1967: Liegende
- 1967: Der König stirbt
- 1967: Akt, zweite Fassung
- 1968: Mann mit Stuhl
- 1968: Sanduhr
- 1968: Rotes Stillleben
- 1969: Krankenzimmer
- 1969: Sommer
- 1969: Orientteppich
- 1970: Mädchen mit Korallenkette
- 1970: Klage
- 1970: Sitzendes Mädchen
- 1970: Stuhl
- 1970: Schwarzer Tisch
- 1970: Handschuhe - schwarzer Tisch
- 1970: Im Raum
- 1971: Rothaarige
- 1971: Fenster
- 1971: Der grüne Apfel (Tisch)
- 1972: Würfel
- 1972: Die schwarzen Handschuhe
- 1972: Kind
- 1972: Handschuhe
- 1972: Indianerpuppe
- 1972: Großes Stilleben
- 1972: Der kleine Hocker
- 1974: Mädchen auf rosa Grund
- 1975: Bewegung im Raum
- 1975: Waschbecken IV
- 1975: Hyazinthe
- 1975: Katze mit Vogel
- 1976: Katze
- 1977: Rose in dunkel
- 1977: Rose
- 1977: Puppe
- 1977: Tisch mit Tennisball
- 1977: Schwarz (Dreieck)
- 1977: Im Atelier
- 1978: Novemberbaum
- 1978: Leere Stühle
- 1978: Tisch mit weißem Zettel
- 1979: Abgewandt
- 1979: Frau mit verschränkten Armen
- 1979: Sonnenschirm
- 1979: Staffelei
- 1979: Tisch im Garten / Toter Vogel
- 1980: Garteneimer
- 1980: Paar
- 1980: Draußen
- 1980: Mit Sonnenbrille
- 1980: Ausstellung
- 1981: Katze
- 1981: Schrei
- 1981: Papiervogel
- 1981: Stadtbaum[8]
- 1982: Ausgespielt
- 1982: Kleines Frühlingsbild
- 1983: Schatten I
- 1983: Schatten II
- 1983: Frau
- 1983: Teekessel
- 1983: Kleines Gartenstück (Weg)
- 1984: Maltisch
- 1984: Staffelei
- 1984: Smog
- 1984: Im Schaukelstuhl
- 1984: Katze auf dem Sessel
- 1985: Rothaarige
- 1985: ohne Titel (Blühender Busch)
- 1985: Staffelei mit Tulpe
- 1986: Mädchen in Sessel
- 1986: Tisch mit Pflanze
- 1986: Staffelei
- 1986: Ateliertisch mit Staffelei
- 1986: Interieur Harlekin
- 1986: Fenster zum Garten
- 1987: Harlekin
- 1987: Staffelei
- 1987: Nach dem Spiel
- 1988: Spiegelung
- 1988: Staffelei
- 1988: Ateliertisch
- 1989: Tisch blaugrün
- 1989: Weißer Tisch

Ute Petrys Werke sind in folgenden Öffentlichen Sammlungen vertreten:
- Land Baden-Württemberg
- Land Rheinland-Pfalz
- Wilhelm-Hack-Museum Ludwigshafen
- Sammlung der Stadt Mannheim

## Veröffentlichungen
- Mit Joachim Heusinger v. Waldegg, Hubert Gems, J.P. Hodin: Paul Berger-Bergner und seine Schüler. Katalog der Ausstellung vom 11. Mai bis 10. Juni 1979 in der Kunsthalle Mannheim. Städtische Kunsthalle, Mannheim 1979, OCLC 915810069.
- Mit Bernhard Holeczek: Katalog der Ausstellung des Kunstvereins Ludwigshafen am Rhein im Bürgermeister-Ludwig-Reichert-Haus vom 19. Juni bis 24. Juli 1988. Hrsg.: Kunstverein Ludwigshafen. 1988, OCLC 81028245.